# Церковь Варлаама Хутынского (Псков)
Церковь Варлаама Хутынского на Званице — православный храм в Пскове. Памятник истории и культуры федерального значения XV—XIX веков. Находится на Запсковье. Освящён во имя подвижника Варлаама Новгородского, основавшего под Новгородом Хутынский монастырь.

## Описание

### Размеры
Четверик: длина — 9,25 м, ширина — 9 м, Притвор: длина — 5,25 м, ширина — 11,5 м. Южный придел — 25 м, ширина — 7,5 м; длина северной пристройки — 15 м, ширина — 6,25 м.

## История
- 1466 г. Первое известие о церкви в летописи — во время моровой язвы в один день по обету была сооружена деревянная церковь.
- 1495 г. Построена каменная церковь: «… В лето 7003 поставиша церковь камену святой Варлаам на Запсковье».
- 1521 г. Церковь «…сгорела».
- 1615 г. В рукописи церковного архива, в которой была изложена «Повесть о прихождении шведского короля Густава Адольфа ко граду Пскову», сообщалось о стрельбе по неприятелю из главы Варлаамовской церкви во время приступа 9 октября.
- 1788 г. К храму приписана церковь во имя Воскресения со Стадища.
- В конце XVII века надложен барабан и выложен поясок из двух рядов зелёных поливных изразцов. Время переделки первоначальной восьмискатной кровли на четырёхскатную точно неизвестно.

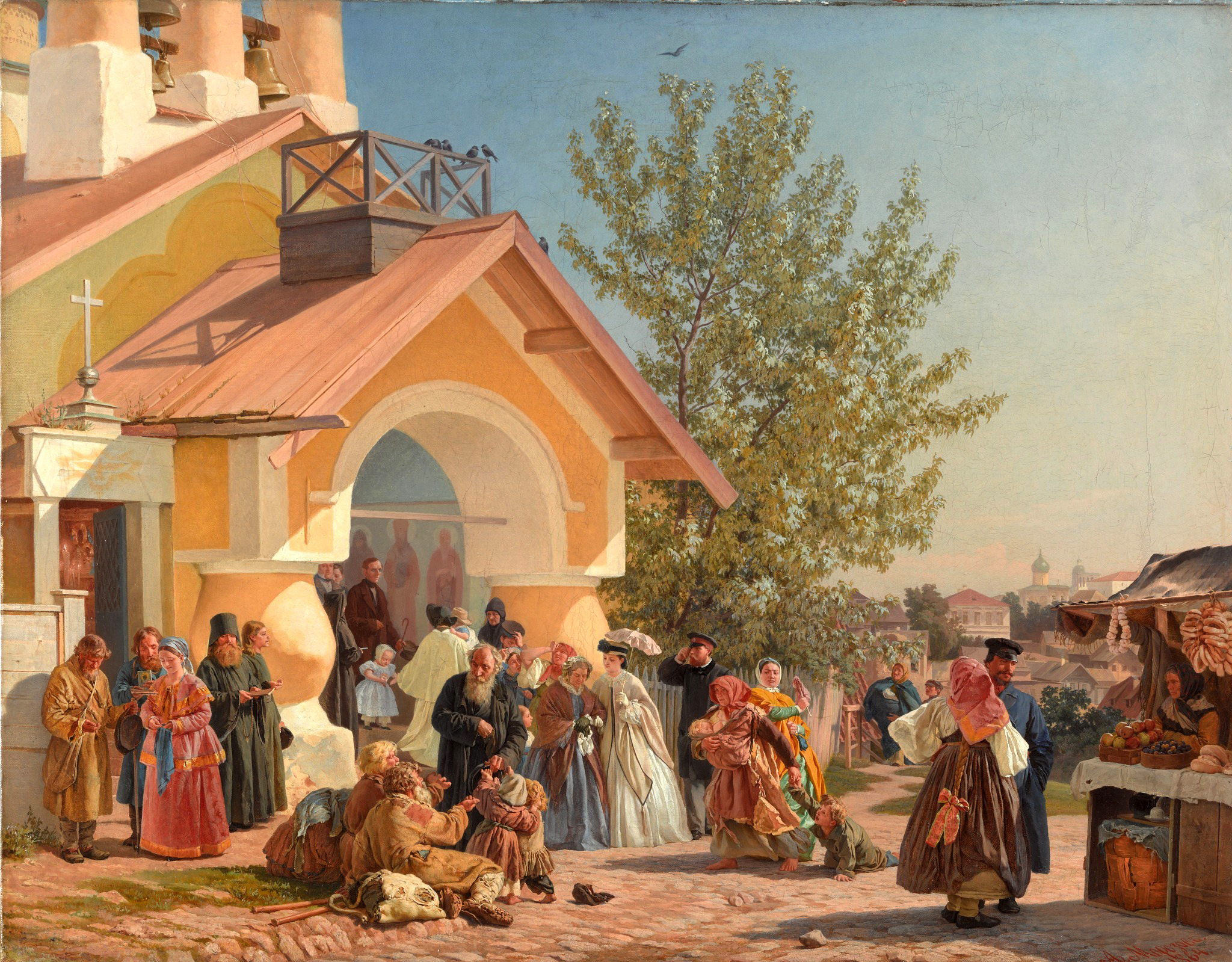
А. И. Морозов. Выход из церкви в Пскове. 1864

- 1858—1859 гг. Перестройка южного (Никольского) придела. В 1860 г. в четверике были скруглены подкупольные столбы.
- В 1851 г. устроены хоры, на которые ведёт чугунная винтовая лестница.
- 1875 г. Перестроен южный придел и сооружена пристройка с севера и паперть; растёсаны окна барабана.
- 6 ноября 1895 г. отпраздновано 400-летие храма, с крестным ходом из псковского Троицкого собора.
- К 1900 г. относятся последние переделки храма.
- В 1930-х гг. закрыта и превращена в склад. Из древних икон иконостаса сохранились местная икона Варлаама Хутынского с житием (26 клейм) XVI в. и Троицы Ветхозаветной в деяниях (21 клеймо) XVII в. Ныне они находятся в экспозиции Новгородского государственного объединённого музея-заповедника.
- В 1942 г., во время немецкой оккупации Пскова, священником Константином Шаховским возобновлены богослужения в храме.
- 1960 г. Постановлением Совета Министров РСФСР № 1327 от 30 августа храм взят под охрану государства как памятник республиканского значения.

### Церковная жизнь
- Один из восьми храмов города, открытых при деятельности Псковской Православной миссии (1941—1944 гг.);
- 25 августа 2006 г. Владыка Евсевий совершил чин освящения восьми новых колоколов (общим весом 900 кг), отлитых на Шуваловском заводе в Тутаеве. Семь колоколов с именами царственных страстотерпцев — Николая II и его семьи.
- Настоятель — протоиерей Виталий (Герусов).
- Престольный праздник — 19 (6 ст. с.) ноября.

## Виды церкви

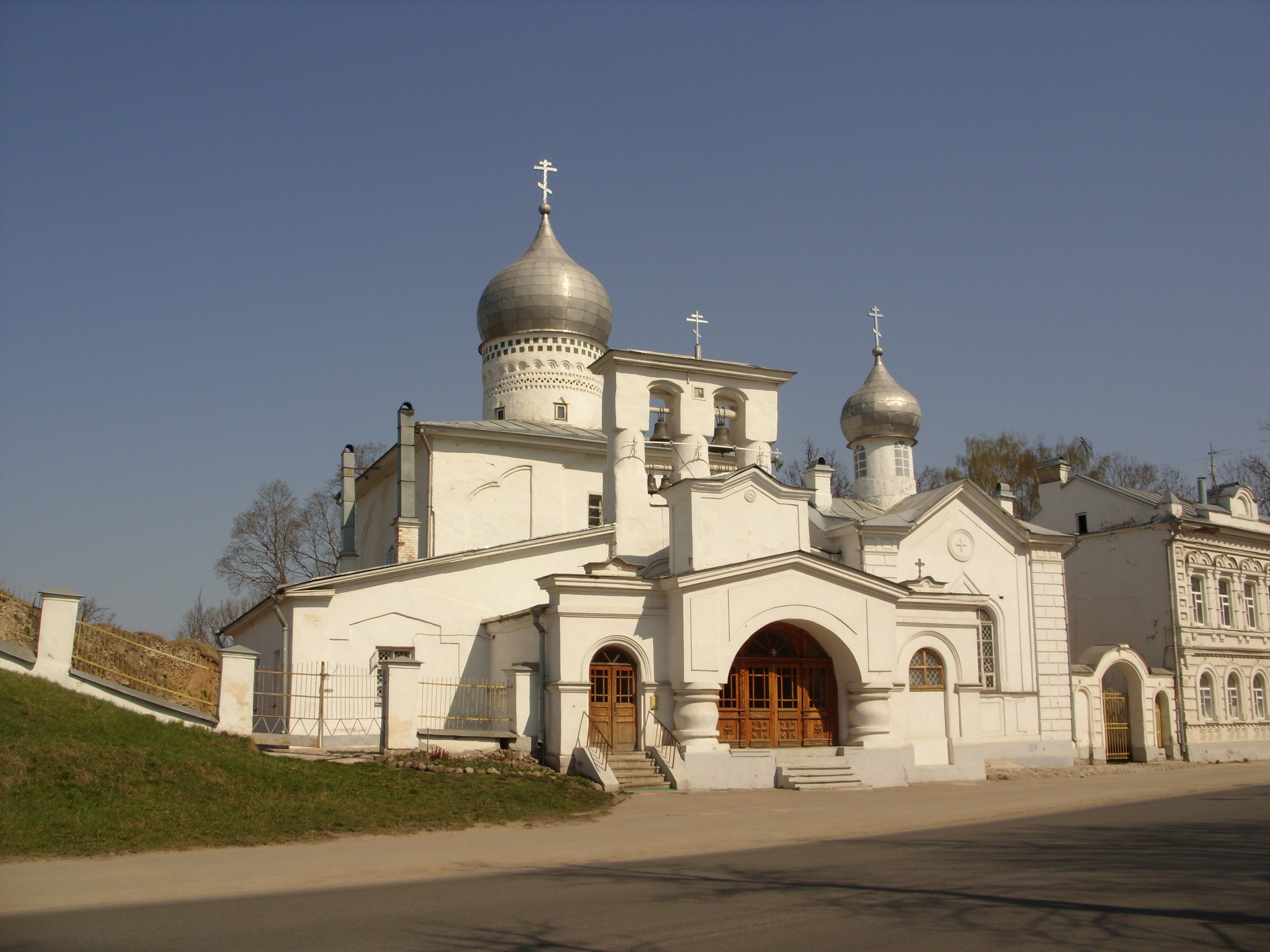
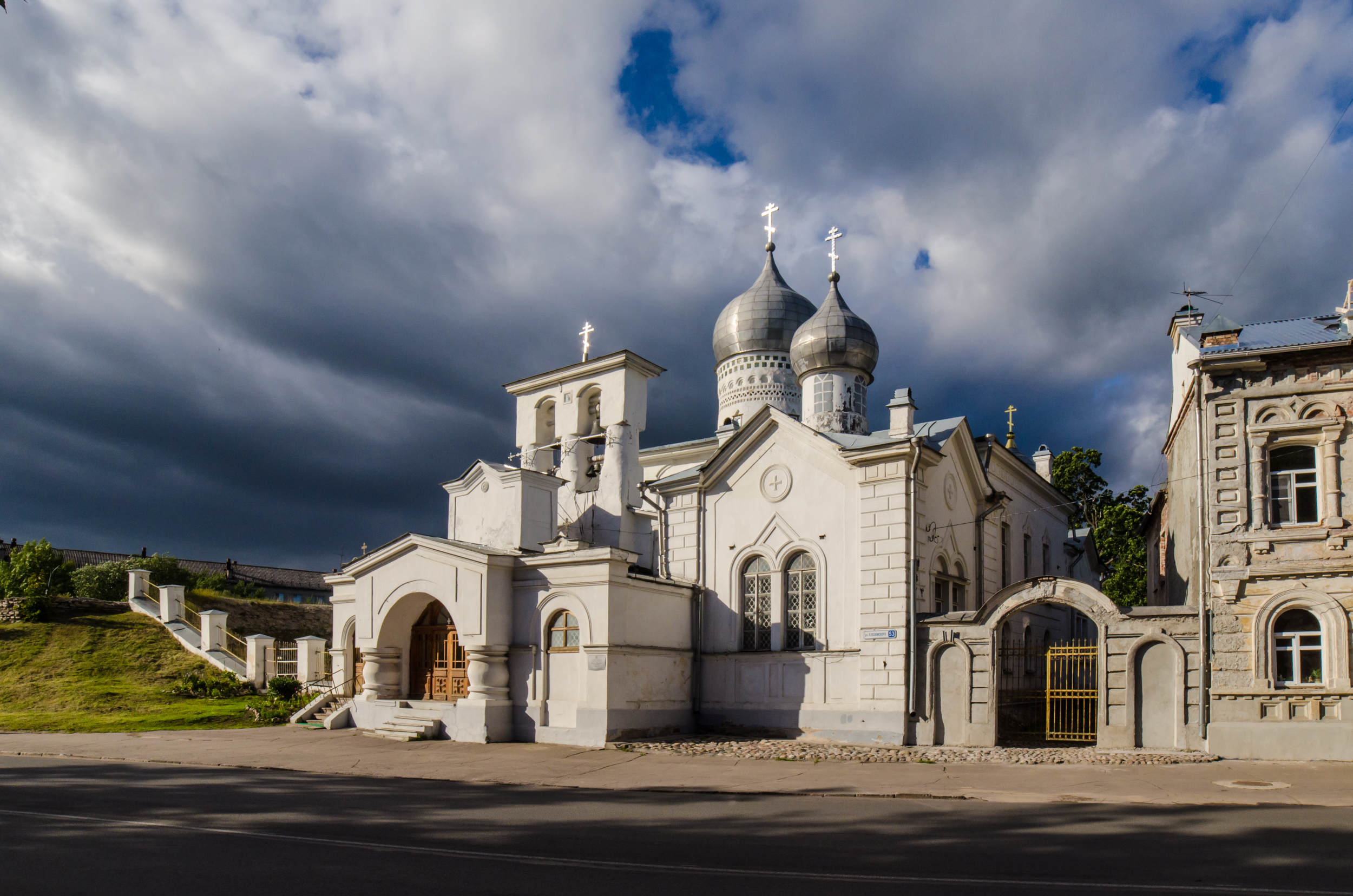
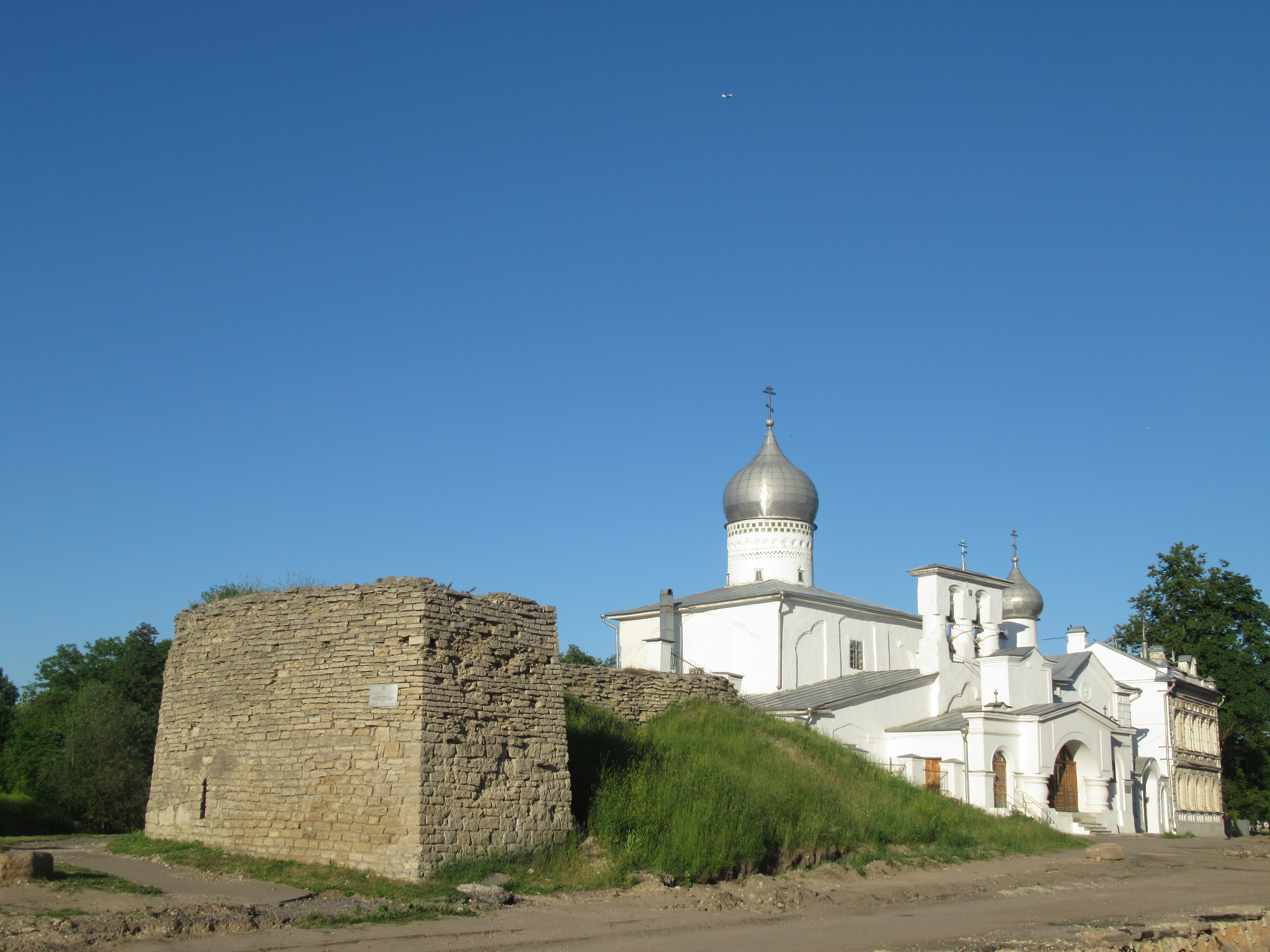